# Тендвенд Савадого
Тендвенд Тијери Савадого (фр. Tindwende Thierry Sawadogo; Уагадугу, 22. јул 1995) буркински је пливач чија ужа специјалност су спринтерске трке слободним и прсним стилом. Национални је првак и рекордер и учесник Олимпијских игара и светских првенстава. 

## Спортска каријера
Први наступ у каријери на светским првенствима, Савадого је имао у Казању 2015, где је заузео 107. место у квалификацијама трке на 50 слободно. Такође је учествовао и на светским првенствима у Будимпешти 2017. (67. на 50 прсно) и Квангџуу 2019. (66. место на 50 прсно). 
Био је део буркинског олимпијског тима на ЛОИ 2016. у Рију. Такмичио се у трци на 50 слободно коју је завршио на укупно 67. месту у конкуренцији 85 пливача, са временом од 26,38 секунди.